# Aviazione Legionaria
On appelle Aviazione Legionaria (en espagnol: Aviación Legionaria; en français Aviation Légionnaire) l'ensemble des unités aériennes envoyées par la Regia Aeronautica italienne, en appui aux nationalistes durant la Guerre civile d'Espagne depuis août 1936 jusqu'à la fin du conflit.

## L'origine
Lors du déclenchement de la guerre civile espagnole en juillet 1936, le général Franco avait sous son commandement environ 30 000 soldats marocains et nationalistes et quelques unités d'artillerie, dont la majorité se trouvait sur le territoire africain et sur les Îles Baléares.
Le grand problème de Franco était le transfert de ces troupes du territoire marocain sur le sol de la Péninsule. Ainsi, le 24 juillet, Franco se tourne vers le consul italien à Tanger et puis directement vers l'attaché militaire près du consulat, le major Luccardi, afin de convaincre Mussolini d'envoyer douze avions de transport, douze de reconnaissance, dix avions de chasse, 3 000 bombes par avion, quarante mitrailleuses antiaériennes et au moins cinq navires de transport.
Dans un premier temps, Mussolini, pourtant sympathisant de Franco, a refusé. Le 25 juillet, sous l'influence du général Galeazzo Ciano (qui avait parlé avec deux représentants de la monarchie espagnole au sujet de l'envoi d'environ trente avions de chasse et d'équipements de la part du gouvernement français, qui arriveraient le 2 août) Mussolini a changé d'idée, et le 27 juillet, a donné l'ordre au sous-secrétaire de la Regia Aeronautica, le général Giuseppe Valle (it), d'envoyer douze bombardiers trimoteurs Savoia-Marchetti SM.81 avec leurs équipages et spécialistes. Ce sera la première unité de la future Aviazione Legionaria.

## Histoire
Le 30 juillet 1936, douze trimoteurs Savoia-Marchetti SM.81 de la Regia Aeronautica, premier contingent de l'aide italienne à Franco, ont décollé de Elmas (Sardaigne) pour rejoindre en vol le Maroc espagnol, zone sous le contrôle des insurgés. Les équipages et les spécialistes, tous volontaires, provenaient des 7e, 10e et 13e Escadrons. Ils étaient en habits civils et munis de faux-papiers. Sur les appareils, on avait effacé tous les insignes nationaux et distinctifs pour ne pas créer d'incidents diplomatiques avec les gouvernements européens ayant des sympathies pour les républicains. Ces appareils avaient été fictivement vendus selon un acte de complaisance au journaliste espagnol Luis Bolín.
Ce difficile voyage devait durer six heures et demie. Trois des avions ont été perdus par manque de carburant à cause d'un fort vent contraire. Un d'eux a disparu en mer avec aux commandes le lieutenant Angelin. Celui du lieutenant Mattalia a capoté près de Saïda alors en Algérie française. Le troisième piloté par le lieutenant Lo Forte a dû faire un atterrissage d'urgence près de Berkane au Maroc français et son équipage a été fait prisonnier. Avec cette affaire a éclaté le scandale de l'intervention italienne. Celle-ci peu à peu a été renforcée avec des avions de chasse Fiat CR.32. Au commencement a été formée l'Aviación del Tercio, qui faisait passer ses pilotes pour des membres de la Légion espagnole; de plus ces pilotes portaient des "noms de guerre". Plus tard, un authentique corps aérien expéditionnaire a été constitué, appelé l'Aviación Legionaria.
La première intervention au combat a vu les avions de chasse CR-32 prendre part aux opérations sur le front de Manacor (Majorque) pour repousser le débarquement républicain sur l'île (août-septembre 1936). C'est sur cette île qu'a été établie la principale base d'opérations, et spécialement sur l'Aérodrome de Son Bonet où était le Quartier Général.
Durant le conflit, de nombreux bombardements stratégiques ont été effectués sur l'arrière-garde républicaine, comme le Bombardement de Guernica en compagnie de la Légion Condor de l'Allemagne nazie. Cependant, les plus importants de ces bombardements ont été réalisés en 1938. On peut citer en particulier les bombardements de Barcelone, le bombardement du marché central d'Alicante (es) et le bombardement de Granollers (es) à la fin du mois de mai. Ils se sont soldés par un nombre élevé de victimes. Au total, de janvier à juin 1938, l'aviation légionnaire italienne a effectué 782 attaques aériennes sur la côte méditerranéenne espagnole contrôlée par les républicains, lançant 16 558 bombes.

## Organisation
- Péninsule[2] :

| 3e division de chasse:               | VIe groupe "Gamba di Ferro" (3 escadrilles de Fiat CR.32)                                |
|                                      | XVIe groupe "Cucaracha" (3 escadrilles de Fiat CR.32)                                    |
|                                      | XXIIe groupe "Linci" (2 escadrilles de Romeo Ro 37bis)                                   |
|                                      | XXIIIe groupe "Asso di Bastoni" (3 escadrilles de Fiat CR.32)                            |
| 21e division de bombardement lourd:  | XXe groupe "Pipistrelli" (2 escadrilles de Savoia-Marchetti SM.81)                       |
|                                      | XXIVe groupe "Pipistrelli" (2 escadrilles de Savoia-Marchetti SM.81)                     |
| 111e division de bombardement rapide | XXIXe groupe "Sparvieri" (2 escadrilles de Savoia-Marchetti SM.79)                       |
|                                      | XXXe groupe "Sparvieri" (2 escadrilles de Savoia-Marchetti SM.79)                        |
|                                      | XXXVe groupe autonome mixte (2 escadrilles de Fiat BR.20 et 1 escadrille de Breda Ba.65) |
|                                      | Escadrille autonome "Frecce" (Fiat CR.32)                                                |
|                                      | Groupe expérimental de chasse (Fiat G.50)                                                |

- Baléares:

| 8e division de bombardement rapide | XXVIIe groupe "Falchi dei Baleari" (2 escadrilles de Savoia-Marchetti SM.79)                |
|                                    | XXVIIIe groupe "Falchi dei Baleari" (2 escadrilles de Savoia-Marchetti SM.79)               |
|                                    | Xe groupe autonome de chasse "Baleari" (2 escadrilles de Fiat CR.32)                        |
|                                    | Escadrille autonome "Frecce" (Fiat CR.32)                                                   |
|                                    | 2 escadrilles de bombardement nocturne "Pipistrelli delle Baleari" (Savoia-Marchetti SM.81) |

## Équipement
Un total de 758 avions ont été envoyés officiellement avec les quantités et les modèles suivants:
- Fiat CR.32, chasse, 376 unités.
- Romeo Ro 37bis
- Fiat G.50 Freccia, chasse, 12 unités.
- Savoia-Marchetti SM.81, bombardier, 58 unités.
- Fiat BR.20, bombardier, 113 unités.
- Savoia-Marchetti SM.79, bombardier, 103 unités.
- Breda Ba.65, avion d'assaut, 12 unités
- Hydravions, de divers types, (CANT Z.501 principalement, avec 22 autres types d'avion, approximativement).
- Avions de transport, de divers types, 53 unités environ.
- Avions de transport de troupes, divers types, 10 unités environ.

## Bilan
À la fin du conflit, l'unité avait totalisé 135 265 heures de vol effectuées au cours de 5 318 opérations. 11 524 tonnes de bombes ont été larguées, détruisant 943 unités aériennes ennemies et 224 unités navales. Ces opérations se sont soldées par la mort de 171 Italiens ; 192 ont été blessés. Les pertes en matériel sont de 74 avions de chasse, 8 bombardiers, deux avions d'assaut et deux de reconnaissance.
Les équipages italiens ont participé à de nombreuses missions de bombardement stratégique (surtout contre Barcelone, la Catalogne et la zone de Valence), dont certaines dans le but de semer la terreur selon la doctrine de l'époque, mais cela n'a pas permis d'atteindre les résultats escomptés à l'exception de pertes parmi les civils et d'une augmentation du nombre de personnes déplacées.
Le 12 mai 1939 les derniers équipages se sont embarqués pour retourner en Italie sur le navire Duilio a Cadice.
Le rapport entre les résultats obtenus et les hommes et le matériel engagés a été jugé positif, mais cela a induit le Haut Commandement de la Regia Aeronautica à penser que les moyens employés étaient valides, alors qu'en fait, le temps des biplans et des avions à trois moteurs était terminé. Il est devenu clair qu'il était nécessaire de monter la radio sur tous les avions et que le largage des bombes ne pouvaient plus être fait à vue, mais avec des instruments adaptés . Ces erreurs de jugement se sont avérées décisives lorsque l'Italie est entrée dans la Seconde Guerre mondiale en 1940.

## Signes de reconnaissance
Les signes de reconnaissance de la flotte aérienne étaient constitués par des cocardes positionnées sur la surface supérieure et inférieure des ailes et par une marque distinctive placée sur l'empennage. Les cocardes étaient au début de simples disques complètement noirs, personnalisés par la suite avec un symbole blanc qui pouvait être soit une simple croix, soit des dessins associés aux différents commandants de l'escadrille. Le signe sur l'empennage était une simple croix noire sur un fond blanc.

## Liste des as de l'Aviazione Legionaria italienne
| Nom                       | Victoires |
| Mario Bonzano (it)        | 15        |
| Adriano Mantelli (it)     | 12        |
| Corrado Ricci (it)        | 10        |
| Guido Nobili (it)         | 10        |
| it;Carlo Romagnoli        | 9         |
| Giuseppe Cenni (it)       | 6         |
| Granco Lucchini           | 5         |
| Enrico degli Incenti (it) | 5         |

Bruno Mussolini, le fils du Duce, a également appartenu à l'Aviazione Legionaria pendant une courte période en 1937.